# Sabato Morais
Sabato Morais (hébreu : שבתאי מוראיס Shabbetaï Moraïs) est un dirigeant communautaire italo-américain du XIXe siècle (Livourne, 1823 - Philadelphie, 1897). Bien que dépourvu du titre de rabbin, il en assume les fonctions de 1851 jusqu’à sa mort.
Partisan d’un judaïsme orthodoxe sensible à l’évolution des mœurs de l’époque, il est l’un des pionniers des études du judaïsme italien en Amérique et des fondateurs du Jewish Theological Seminary of America avant que celui-ci ne devienne le fer de lance du judaïsme conservative.

## Éléments biographiques

### Jeunes années
Sabato Morais naît dans une famille juive de Livourne, descendant par son père de Juifs portugais ayant fui l’Inquisition, sa mère étant ashkénaze d’Allemagne. Son père Samuel et son grand-père Sabato sont tous deux francs-maçons et ardents patriotes, partisans de la réunification de l’Italie à l’époque où les codes napoléoniens sont abrogés et les Juifs réastreints aux ghettos. Samuel est emprisonné pour ses positions républicaines, et le jeune Sabato doit subvenir aux besoins de sa famille, enseignant les hymnes et prières hébraïques à des enfants à peine plus jeunes que lui tandis qu’il poursuit ses propres études auprès des rabbins Funaro, Curiat et Piperno. Ceux-ci lui confèrent le titre de maskil (« instruit ») mais non de rabbin, et il insistera toute sa vie sur ce point bien que son épitaphe le crédite du titre de rabbin. Il gagne en outre une mention honorable en belles-lettres sous la tutelle de Salvatore de Benedetti, se familiarisant outre l’hébreu et l’italien, avec l’araméen, le français et l’espagnol.
En 1845, il se rend à Londres en vue d’obtenir le poste d’assistant-hazzan à la synagogue de Bevis Marks rattachée à la communauté hispano-portugaise. Contraint de regagner Livourne en raison de sa méconnaissance de l’anglais, il revient un an plus tard pour enseigner l’hébreu à l’Orphans' School de cette communauté. Il y demeure cinq ans, perfectionnant son anglais et se liant avec Moïse Montefiore ainsi qu’avec Giuseppe Mazzini, patriote italien en exil.

### Hazzan à Philadelphie
En 1850, Morais poursuit le poste de hazzan de la communauté Kahal Kadosh Mikveh Israel de Philadelphie, demeuré en vacance après la retraite d’Isaac Leeser. Arrivé en Philadelphie le 17 mars 1851, il dirige les offices jusqu’au 13 avril suivant, date à laquelle il est officiellement élu. Il épouse en 1855 Clara Esther Weil qui meurt en 1872, après lui avoir donné sept enfants. 
Sur les points de loi juive, Sabato Morais suit l’opinion de son maître Abraham Baroukh Piperno, Av Beth Din de Livourne, avec lequel il entretient une correspondance suivie. Il se montre aussi sensible aux idées de son temps, étudiant les œuvres de Samuel David Luzzatto et Solomon Judah Loeb Rapoport, précurseurs de la science du judaïsme. En tant que partisan de ce mouvement, il rédige de nombreux poèmes et traductions en hébreu, se montrant l’un des plus prolifiques auteurs en la matière aux États-Unis. Cependant, en tant que représentant du judaïsme orthodoxe, Sabato Morais s’oppose à tout changement rituel à l’époque où le judaïsme s’adapte à ses nouvelles conditions aux États-Unis. Son intégrité intellectuelle en fait un orateur apprécié  y compris de ses opposants. Il couvre dans ses sermons un vaste éventail de sujets, prend activement part à l’affaire Mortara et fait montre de son indépendance d’esprit lorsqu’il continue à exprimer, en dépit de l’opposition de sa communauté et des menaces qu’il reçoit fréquemment de sympathisants à la Confédération, son soutien à la cause des esclaves lors de la guerre de Sécession. L’Union League Club of Philadelphia le gratifiera pour cette raison d’un membership honorifique. Il sera une influence majeur pour l'auteur et économiste Mary M Cohen.

### Du Maimonides College au Jewish Theological Seminary
En 1867, Morais et Leeser fondent conjointement le Maimonides College, premier organisme d’ordination rabbinique aux États-Unis, où il officie en tant que professeur de Bible et de loi juive.